# Institut François-Mitterrand
Pour les articles homonymes, voir IFM.
L’Institut François Mitterrand (IFM) est une fondation française créée à l'initiative de François Mitterrand (ancien président de la République) pour conserver une partie de ses archives privées ainsi qu'une large documentation sur sa vie et son action politique. Elle a été reconnue d'utilité publique le 4 avril 1996.

## Fonctionnement
Composé d'un bureau, d'un conseil d'administration et d'un conseil scientifique, l'IFM souhaite « contribuer à la connaissance de l’histoire politique et sociale de la France contemporaine ». Au-delà de cette déclaration de principe, son activité comprend :
- l'édition d'une lettre d'information, La Lettre de l'institut François-Mitterrand ;
- l'aide à la publication scientifique ;
- la promotion de jeunes chercheurs, en récompensant chaque année, dans le cadre du Prix de l'institut François-Mitterrand, un ou plusieurs étudiants de niveau master ;
- l'organisation de colloques ;
- la participation aux événements se rapportant à François Mitterrand.

Depuis 2022, l'Institut François Mitterrand est présidé par Jean Glavany.

## Composition

### Conseil d'administration
- Anciens présidents :
  - Roland Dumas (1996-1999)
  - Jean-Louis Bianco (1999-2001)
  - Jean Kahn (2001-2003)
  - Hubert Védrine (2003-2022)

- Président : Jean Glavany (depuis 2022)
- Trésorier : Thierry Bert
- Autres administrateurs élus (le Conseil d'administration est élu pour quatre ans et renouvelé par moitié tous les deux ans) :
  - Florence Baillon
  - Dominique Bertinotti
  - Gaëtan Gorce
  - Béatrice Marre
  - Alexandre Mennucci-Maillard
  - Gilbert Mitterrand
  - Mazarine Pingeot
  - Jérôme Royer
  - Hubert Védrine
- Membre de droit :
  - Jean-Charles Bédague, sous-directeur du pilotage, de la communication et de la valorisation des archives, Ministère de la Culture

### Conseil scientifique
- Président du Conseil scientifique :
  - Frédéric Bozo

- Personnalités qualifiées :
  - Nicolas Badalassi
  - Dominique Bertinotti
  - Judith Bonnin
  - Éric Bussière
  - Perrine Canavaggio
  - Sophie Cœuré
  - Mathieu Fulla
  - André Gauron
  - Pierre-Emmanuel Guigo
  - Julian Jackson
  - Sabine Jansen
  - Bernard Lachaise
  - Matthieu Lahaye
  - Rémi Lefebvre
  - Christine Manigand
  - Hélène Miard-Delacroix
  - Jean Musitelli
  - Jenny Raflik
  - Marie-Pierre Rey
  - Georges Saunier
  - Xavier Timbeau
  - Matthieu Trouvé
  - Frédéric Turpin
  - Antonio Varsori
  - Jean Vigreux
  - Laurent Warlouzet
  - Olivier Wieviorka
  - Andreas Wirsching
  - Francis Wolff

- Membres de droit :
  - Nicolas Leron, directeur de l'Institut François-Mitterrand
  - Sébastien Repaire, responsable des activités scientifiques de l'Institut François-Mitterrand
  - Le directeur des Archives nationales ou son représentant

## Association des amis de l'IFM
L'association des amis de l'IFM est présidée par Maurice Benassayag. 
- Administrateurs :
  - Dominique Bertinotti
  - Martyne Bloch
  - Mazarine Pingeot
  - Pierre Joxe
  - Jacques Fournier
  - Laurence Lissac
  - Marie-Claire Papegaye
  - Jean Glavany
  - Le général Henri Paris
  - Christophe Rosé
  - Joëlle Rossi
  - François Vauglin